# Jackson Galaxy
Pour les articles homonymes, voir Galaxy.
Jackson Galaxy (né le 28 avril 1966[réf. nécessaire] sous le nom de Richard Kirschner) est un comportementaliste félin et présentateur de l'émission de télévision My Cat From Hell.

## Enfance et jeunesse
Jackson Galaxy, né Richard Kirschner à Manhattan, a légalement changé son nom quand il avait dans la vingtaine. Il a une Maîtrise en Beaux-Arts en comédie. Galaxy a appris le comportementalisme félin par son travail avec des chats de refuge, à l'origine, avec la Société protectrice des animaux de Boulder Valley, à Boulder, dans le Colorado.

## Carrière
Galaxy a déménagé en 1992 à Boulder, au Colorado, où il était musicien dans un groupe de rock. Après avoir travaillé dans les refuges pour animaux, il est devenu consultant en comportement félin en 2002, cofondateur de Little Big Cat, Inc., avec le Dr Jean Hofve, un vétérinaire holistique. Ensemble, ils ont mené des consultations pour les propriétaires de chats, en se concentrant sur la connexion entre la santé physique et comportementale. 
En 2007, Galaxy a déménagé à Los Angeles, où il a rétabli, et continue de maintenir, des consultations privées. Travaillant en tête à tête avec les chats dans leurs foyers, il travaille avec ses clients pour améliorer les problèmes de comportements de leurs chats.
Galaxy travaille également, en étroite collaboration avec les refuges pour animaux et les organisations, l'enseignement de son "Mojo félin", enseignant son approche des comportements félins aux bénévoles, au personnel et aux adoptants, et aidant les résidents félins avec des programmes d'enrichissement portant sur à la fois le comportement et l'environnement.
Il siège actuellement au conseil d'administration pour la Stray Cat Alliance (L'Alliance des chats errants) et de la Fix Nation (Nation Stérilisation) à Los Angeles ainsi qu'au Conseil de la Board of Advisers for Neighborhood Cats (Conseillers pour les Chats du Voisinage) à New York.
Galaxy est apparu comme le comportementaliste félin officiel pour l'émission Think Like a Cat (Penser comme un chat) sur le Game Show Network’ et l'expert en comportement félin de Cats 101 (Chat en tête à tête) sur Animal Planet. Il a aussi été vu sur des médias comme 20/20, EXTRA, The New York Times, USA Today, The Washington Post, le New York Post, et AOL.
Depuis mai 2011, Jackson joue dans une série télé-réalité produite par Animal Planet intitulée My Cat From Hell (Mon chat de l'enfer), dans lequel il aide les propriétaires de chats, souvent des couples, à résoudre les conflits et les problèmes de comportement entre eux et leurs chats. Depuis décembre 2013, il est l'animateur de la web-série Cat Mojo (Mojo félin) sur l'Animalist Network, où il partage ses pensées sur tout ce qui va des questions sur les chats comme l'ablation des griffes à l'utilisation des pistolets à eau, jusqu'à ses histoires les plus folles en tant que comportementaliste félin.
Jackson est également l'auteur de livres à succès sur les chats et un processus appelé « chatification » impliquant la création d'espaces adaptés aux chats à l'intérieur d'une maison. Ces titres comprennent Catify to Satisfy: Simple Solutions for Creating a Cat-Friendly Home (avec Kate Benjamin), Catification: Designing a Happy and Stylish Home for Your Cat (and You!) (avec Kate Benjamin), Cat Daddy: What the World's Most Incorrigible Cat Taught Me About Life, Love, and Coming Clean (avec Joel Derfner) et Total Cat Mojo: Everything You Need to Know to Care for Your Favorite Feline Friend (avec Mikel Delgado).

## Vie personnelle
Jackson Galaxy s'est marié avec Minoo Rahbar au sanctuaire animalier anti-euthanasie de Best Friends Animal Society à Kanab, Utah, le 29 juin 2014. Leur chien, Mooshka, a servi de porteur d'alliances.
Après avoir dépassé les 180 kg et souffert de plusieurs problèmes de santé, Galaxy a subi un pontage gastrique en 2007,.